# Scheelit
Scheelit (Leonhard, 1821), chemický vzorec CaWO4, je čtverečný minerál. Poprvé byl popsán v železném dole Bispberg nedaleko švédského Säteru. Je pojmenován po švédském chemikovi Carlu Wilhelmu Scheelovi (1742–1786).

## Původ
Scheelit vzniká na hydrotermálních žilách, v greisenech, skarnech a erlanech, často na ložiscích cínu. Doprovází ho křemen, kasiterit, wolframit, molybdenit, topaz, fluorit, apatit či turmalín.

## Morfologie
Nejčastěji se scheelit vyskytuje v podobě krust nebo zrnitých či kusových agregátů, méně často pak tvoří oktaedrické či pyramidální krystaly, většinou dobře omezené.

## Vlastnosti

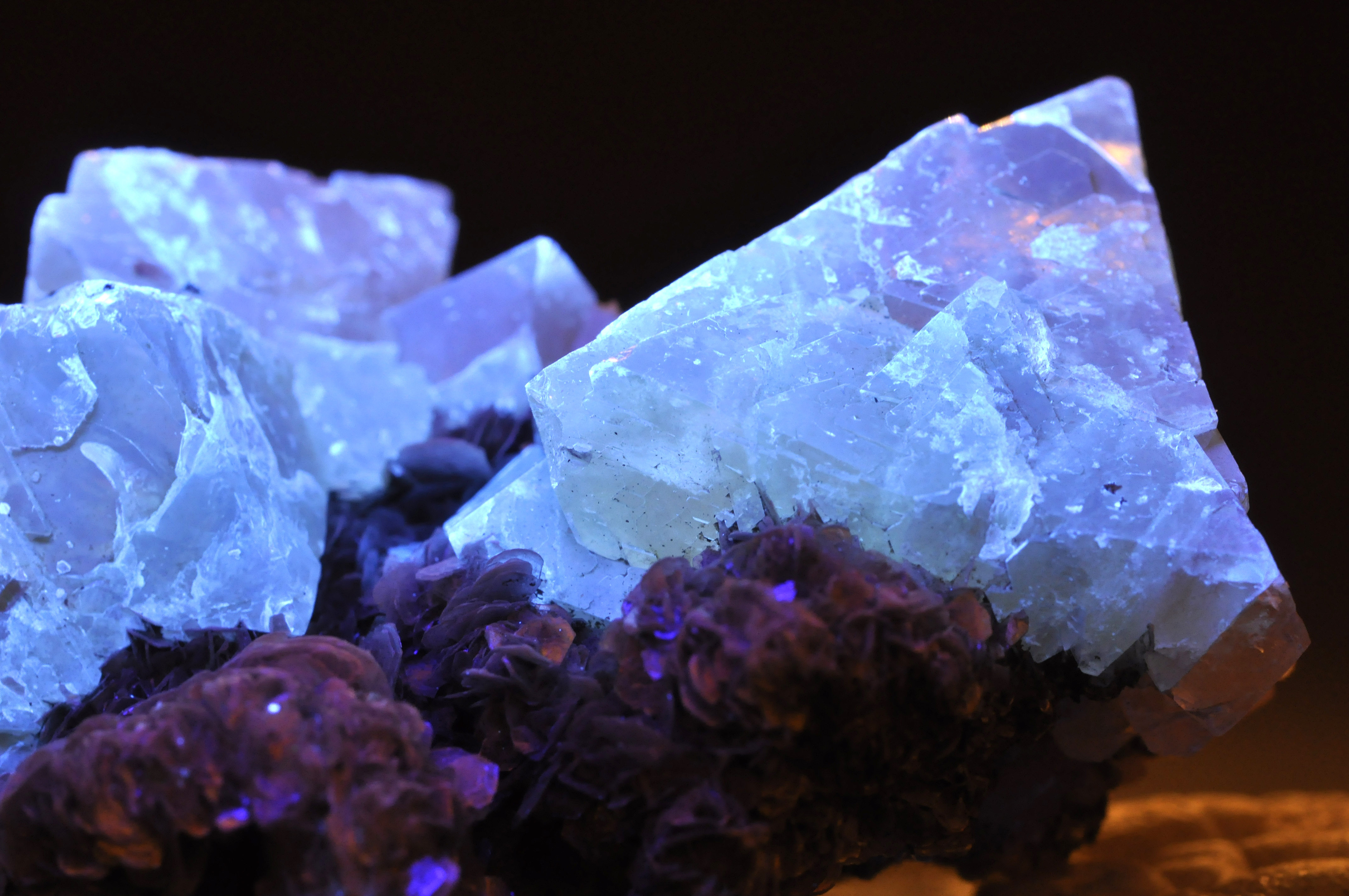
Scheelit s muskovitem v UV světle

V přírodě se scheelit vyskytuje v mnoha barevných variantách – nejčastější jsou šedobílá, žlutá až hnědá, vzácněji i oranžová, červená či zelenavá. Je průsvitný až průhledný, má diamantový až velmi mastný lesk. Silně fluoreskuje, pod UV světlem září jasně modrobíle. Je poměrně křehký, zřetelně štěpný, má lasturnatý lom a bílý vryp. Rozkládá se v kyselině chlorovodíkové a dusičné za vzniku hydratovaného oxidu wolframového v podobě žlutého prášku.

## Využití
Scheelit je po wolframitu nejvýznamnější rudou wolframu, jenž se využívá na výrobu žhavicích vláken žárovek a elektronek či na legování různých druhů ocelí. Jedná se též o sběratelsky velmi atraktivní minerál, vyhledávané jsou zejména vzorky z Číny.

## Podobné minerály
Minerály podobné scheelitu jsou:
- anglesit (PbSO4)
- cerusit (PbCO3)
- powellit (CaMoO4)

Složením se pak scheelit řadí do specifické skupiny minerálů s obecným vzorcem A(XO4), kde A značí vápník nebo olovo a X wolfram nebo molybden. Patří sem:
- scheelit (CaWO4)
- powellit (CaMoO4)
- raspit (PbWO4)
- stolzit (PbWO4)
- wulfenit (PbMoO4)[1][4]

## Naleziště

### Svět
- provincie Sečuan, Čína
- Santa Cruz, Mexiko
- důl Natas, Namibie
- Flat River Valley, Kanada
- důl Cohen (Arizona), důl Pine Creek (Kalifornie), USA
- Tenkergin, Čukotka, Rusko
- Altenberg a Schwarzenberg (Sasko), Německo

### Česko
- Malý Bor
- Obří důl, Krkonoše
- Krupka a Cínovec, Krušné hory
- Horní Slavkov, Slavkovský les
- okolí Příbrami[3][5]